# خانقاه شیخ زین‌الدین ابی‌بکر علی تایباد
خانقاه شیخ زین الدین ابی بکر علی تایباد در تایباد قرار دارد و گنبد خانه بسار بزرگی دارد. ارامگاه شیخ درباغچه‌ای درجلوی گنبد خانه است وسنگ شبکه‌ای دارد گرداگرد ان کارشده‌است. ارامگاه شیخ جام هم درمیان روبروی خانقاه است. یکی ازخانقاه‌های کهن بازمانده ازسده پنجم، ارسن جام است که ساخت وساز ان تا زمان شاهرخ تیموری هم انجام شده. گنبد خانه ارسن شیخ جام، بسیار کهن وازسده ششم یاهفتم برجامانده است
مهمترین شاخص تاریخی شهر تایباد ایوانی است رفیع مزین به کاشی کاری و کتیبه‌های زیبا که امروزه در کنار گورستان قدیمی شهر در خیابان مولانای غربی واقع است و مؤید ارادت و توجه به شخصیت عرفانی مولانا زین الدین ابوبکر تایبادی است. وی از مشایخ صوفیه و ازجمله عرفای سده هشتم هجری است. مدفن مولانا زین الدین در میان محوطه این مجموعه تاریخی قرار دارد. در مجاورت آن نیز مسجد و ایوانی زیبا بانضمام دو حجره دو طرفه در طرفین و با فضای داخلی به صورت شاه نشین صلابت خاصی را به این مجموعه بخشیده‌است. از ویژگی‌های مهم این بنا کتیبهٔ آجری بر زمینه کاشی فیروزه‌ای ایوان به خط ثلث به قلم جلال الدین محمدبن جعفر است. معماری بنا در سال ۸۴۸ه. ق. به پایان رسیده و بانی آن «پیر احمد خوافی» وزیر با درایت شاهرخ تیموری بوده‌است. در ابتدای ورود به مجموعه آب انباری وجود دارد که ساختار معماری آن بدون پاشیر است و با رشته پلکان مستقیماً به داخل مخزن منتتهی می‌گردد. بنای واقع در میانه گورستان مجاور این مکان نیز منسوب به آرامگاه شیخ علی، پدر زین الدین ابوبکر است.